# Regionální jednotka

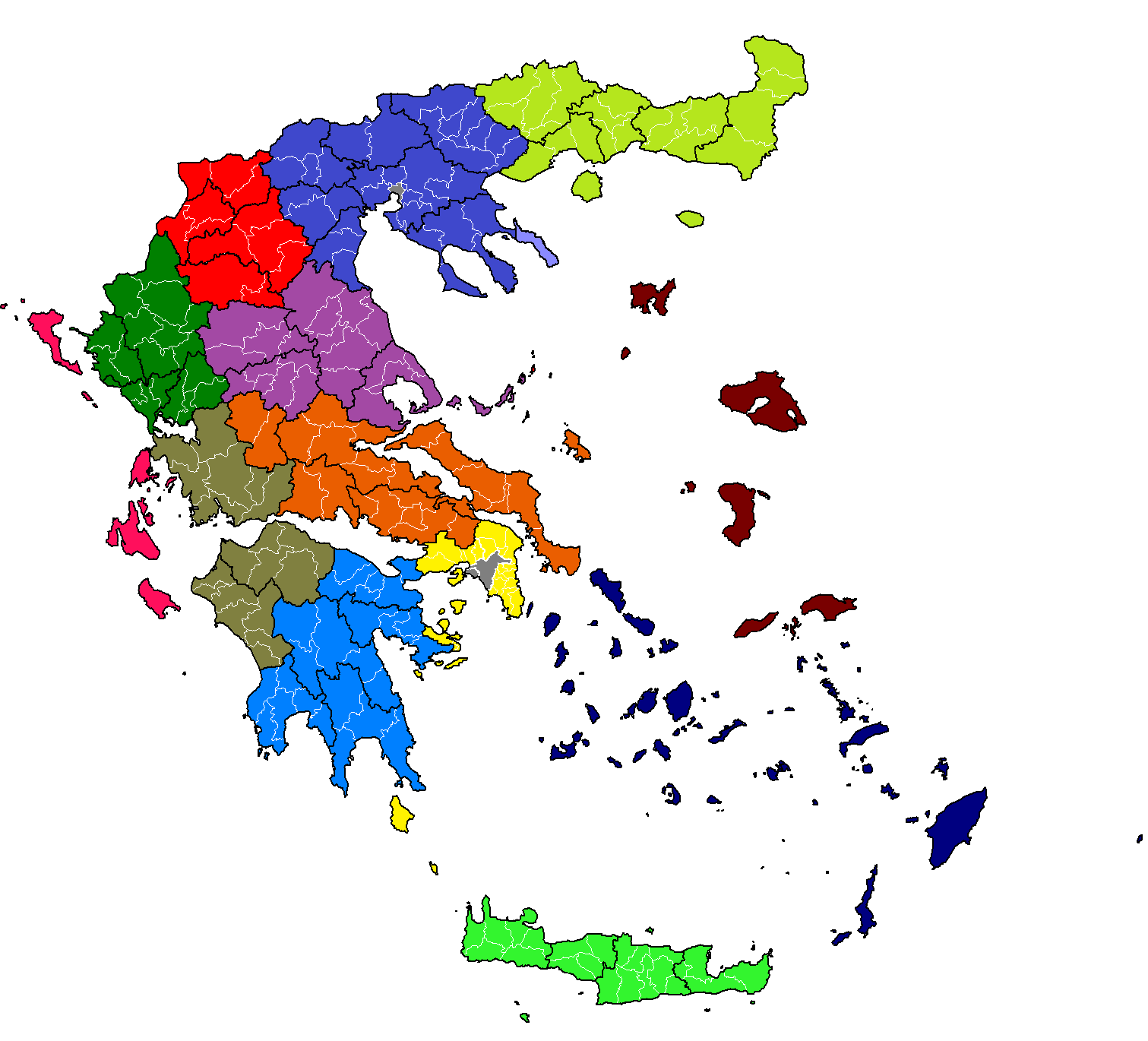
Administrativní rozdělení Řecka po Kallikratisově reformě. Jednotlivé barvy označují kraje, regionální jednotky jsou ohraničeny černě a obce bíle

Regionální jednotka (řecky περιφερειακή ενότητα) je administrativní územní jednotka v rámci Řecka, která je menší než kraj a větší než obec. Celkem bylo v roce 2011 vytvořeno 74 regionálních jednotek. Na pevnině odpovídají dříve používaným prefekturám. Regionální jednotky podle jejich příslušnosti ke krajům zachycuje tabulka:
| kraj                         | počet regionálních jednotek | regionální jednotky                                                                                            |
| ---------------------------- | --------------------------- | --- |
| Attika                       | 8                           | Jižní Athény, Ostrovy, Severní Athény, Střední Athény, Západní Athény, Východní Attika, Západní Attika, Pireus |
| Střední Řecko                | 5                           | Bojótie, Euboia, Euritánie, Fókida, Fthiótida,                                                                 |
| Střední Makedonie            | 7                           | Chalkidiki, Imathie, Kilkis, Pella, Pieria, Serres, Soluň                                                      |
| Kréta                        | 4                           | Chania, Iraklio, Lasithi, Rethymno                                                                             |
| Východní Makedonie a Thrákie | 6                           | Drama, Evros, Kavala, Rodopy, Thasos, Xanthi                                                                   |
| Epirus                       | 4                           | Arta, Janina, Preveza, Thesprotie                                                                              |
| Jónské ostrovy               | 5                           | Ithaka, Kefalonie, Kerkyra, Lefkada, Zakynthos                                                                 |
| Severní Egeis                | 5                           | Chios, Ikaria, Lémnos, Lesbos, Samos                                                                           |
| Peloponés                    | 5                           | Arkádie, Argolis, Korinthie, Lakónie, Messénie                                                                 |
| Jižní Egeis                  | 13                          | Andros, Kalymnos, Karpathos, Kea-Kythnos, Kos, Milos, Mykonos, Naxos, Paros, Rhodos, Syros, Théra, Tinos       |
| Thesálie                     | 5                           | Karditsa, Lárisa, Magnesia, Sporady, Trikala                                                                   |
| Západní Řecko                | 3                           | Achaia, Aitólie-Akarnánie, Élida                                                                               |
| Západní Makedonie            | 4                           | Florina, Grevena, Kastoria, Kozani                                                                             |